# Chuenre
| r · a | x · w · n |

| r · a | x · w · n |

Chuenre byl egyptský princ ze 4. dynastie. Byl pojmenován po slunečním bohu Re. 

## Život
Narodil se jako nejstarší syn faraona Menkaurea a jeho sestry-manželky Chamerernebtej II. Po svém otci však nenastoupil na trůn, a to pravděpodobně kvůli tomu, že předčasně zemřel. Místo něj se novým faraonem stal jeho bratr Šepseskaf.
Chuenre byl rovněž vnukem Rachefa a Chamerernebtej I. a pravnukem Chufua, stavitele Velké pyramidy v Gíze.
Byl pohřben v Menkaureově pohřebišti (MQ 1). Je zde zobrazen jako mladý chlapec, stoje před svou sedící matkou.